# 金相学

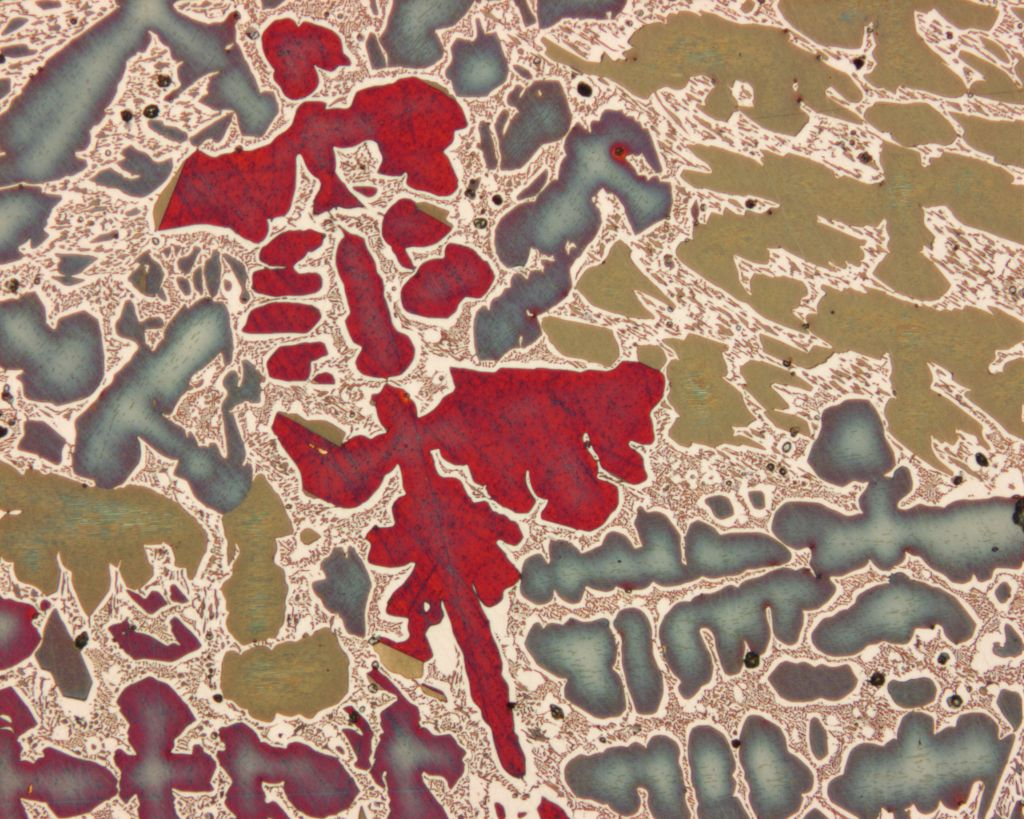
一张铜的显微照片。

金相学(Metallography)最早的研究起始于19世纪，是一门使用显微镜研究金属及合金内部组织的学科。广义的金相学与金属学相似。金相学主要研究的是金属及合金因化学成分、冷凝、压延、焊接、热处理等所引起的内部组织改变及其对物理、化学和力学性能的影响。随着新材料的不断出现，目前金相学的研究范围已经不仅限于金属与合金。金相学的研究对材料评价和故障分析有重要的意义。